# Floribella Chile - Un Amor de Verdad
Floribella Chile - Un Amor de Verdad è un album del 2006. Contiene canzoni cantate dai protagonisti della telenovela Floribella.

## Tracce
1. Floribella
2. Florencia e Federico – La vida
3. Florencia e Federico – Ven a mi
4. Pobres los ricos
5. Mi vestido azul
6. Tic Tac
7. Agustina – Quiéreme solo a mi
8. Chaval chulito
9. Florencia e Federico – Así será
10. Bata e Florencia – Kikiriki
11. Porque
12. Los niños no mueren
13. La vida (versione solista di Florencia)
14. Ven a mi (versione solista di Florencia)
15. Kikiriki (versione solista di Florencia)
16. Así será (versione solista di Florencia)